# Eberhard Mehl
Eberhard Mehl (Colonia, 20 aprile 1935 – 29 marzo 2002) è stato uno schermidore tedesco, vincitore di una medaglia di bronzo nella scherma ai giochi olimpici.